# 梅岭北路站
梅岭北路站是上海轨道交通15号线的一個車站，位於中華人民共和國上海市普陀區大渡河路武寧路口，車站以南是梅岭北路，共有5個出入口，於2021年1月23日正式啟用。

## 车站结构

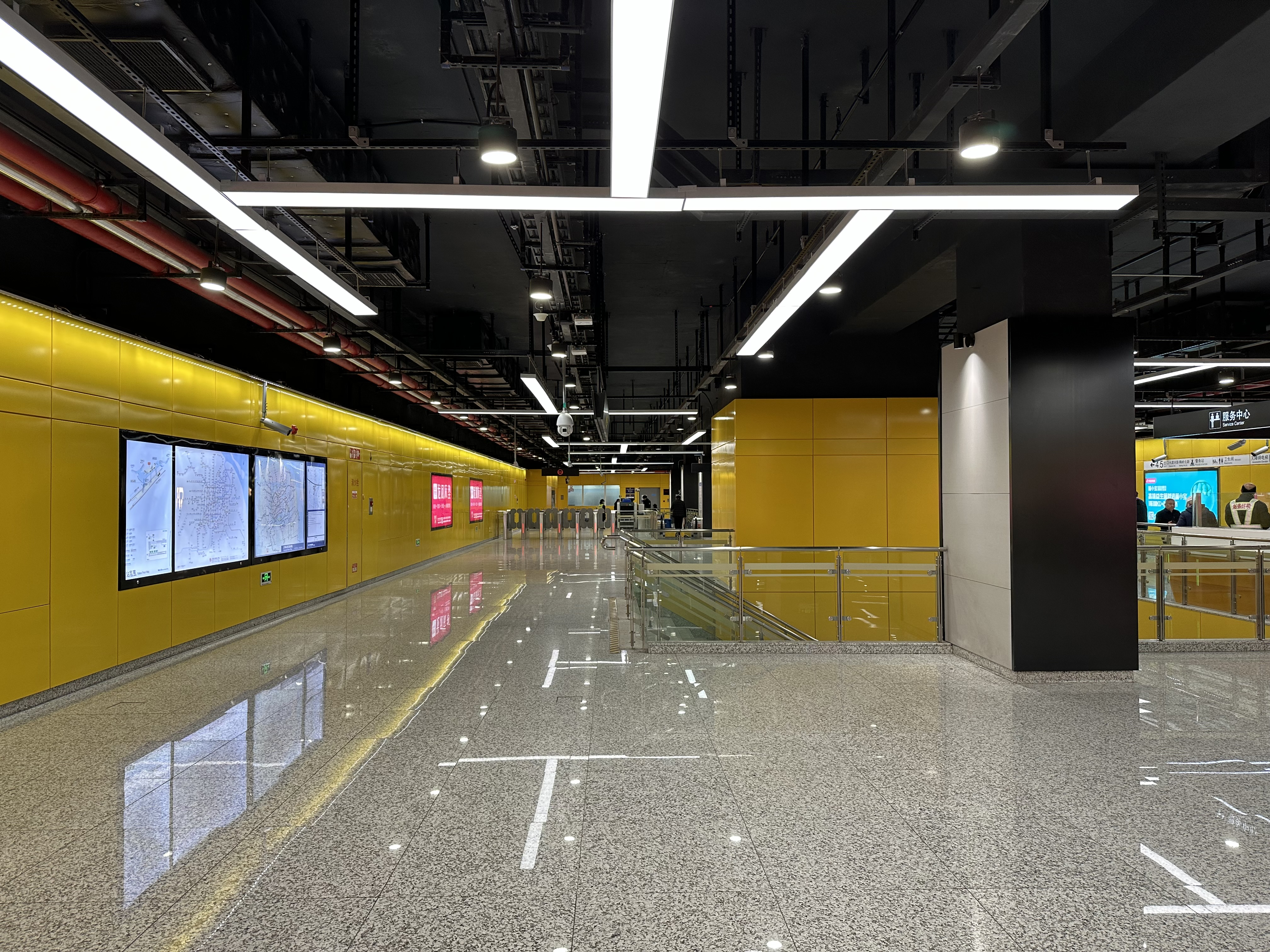
站厅

### 车站楼层
| 地面层   | 出入口             | 1-2、4-6出入口                    |  |  |
| 地下一层 | 站厅               | 票务服务、自动售票机、人工服务台  |  |  |
| 地下二层 | ②站台              | █ 15号线 往顾村公园（铜川路）     |  |  |
|          | 岛式站台，左侧开门 |                                   |  |  |
|          | ①站台              | █ 15号线 往紫竹高新区（大渡河路） |  |  |

## 車站出口
梅岭北路站目前开放5个出入口，各出入口如下所示：
| 出口编号    | 出口指示           | 照片 |
| ----------- | ------------------ | ---- |
| 1 · 出口    | 大渡河路，武宁路   |      |
| 2 · 出口    | 大渡河路           |      |
| 4 · 出口    | 大渡河路，梅岭北路 |      |
| 5 · 出口    | 大渡河路           |      |
| [ 註 1 ]    | 大渡河路，武宁路   |      |
| 图例： 设有 |                    |      |

1. ↑  本站无障碍电梯靠近6号口，但由于6号口仅通往下沉广场，在地面无明显标识，车站标识中均标识无障碍电梯位于5号口附近。